# Élection présidentielle allemande de 2022
L'élection présidentielle allemande de 2022 a lieu le 13 février 2022 lors de la réunion de la dix-septième Assemblée fédérale afin d'élire pour cinq ans le président allemand.
Le président fédéral sortant Frank-Walter Steinmeier, éligible pour un second quinquennat, est candidat à sa réélection. Il bénéficie du soutien des principaux partis siégeant au Bundestag, ce qui fait de lui le favori de ce scrutin. Il est par conséquent élu sans surprise dès le premier tour, et devient le premier président social-démocrate à être réélu.

## Contexte

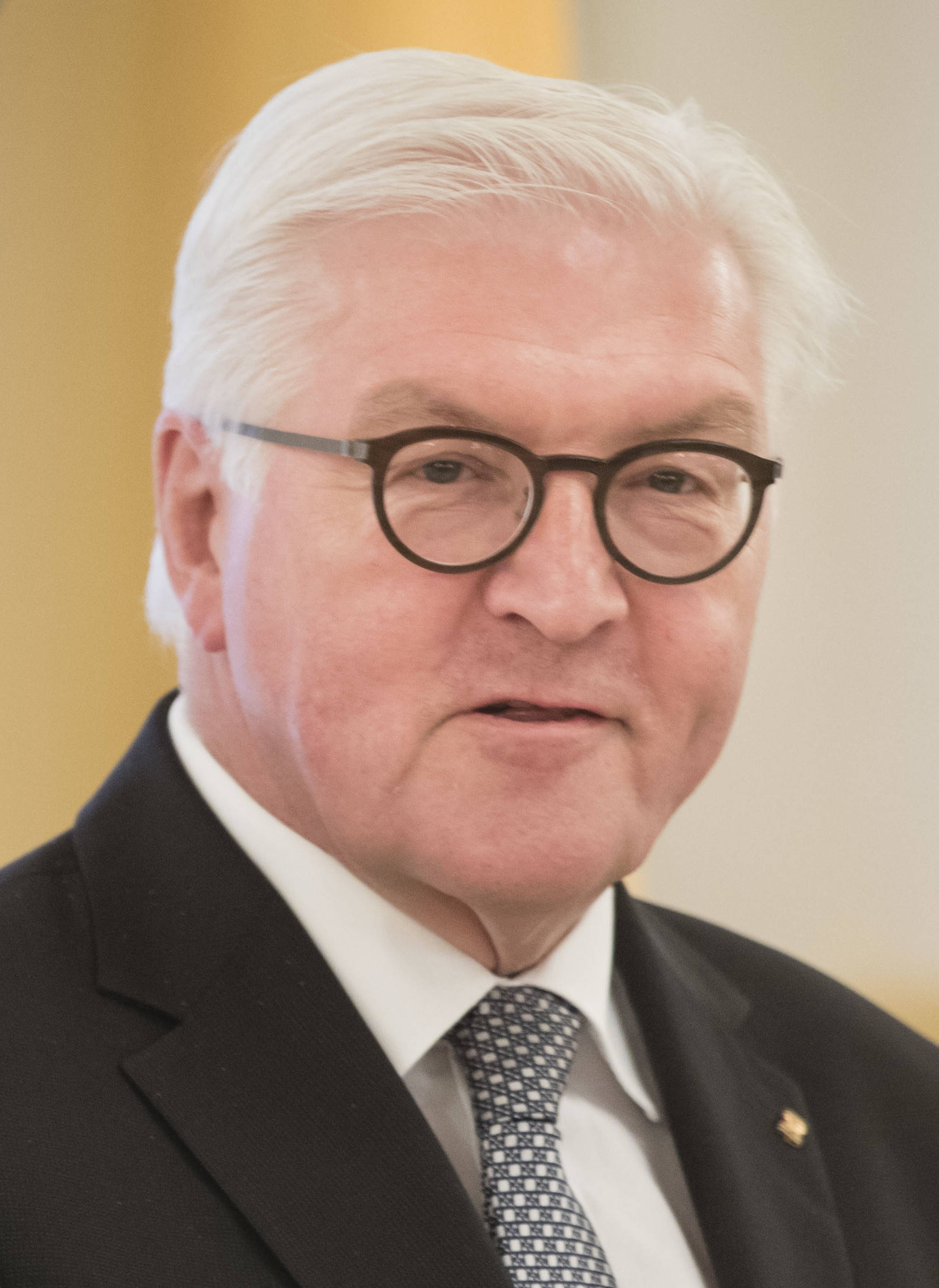
Frank-Walter Steinmeier

L'élection présidentielle de février 2017 voit la victoire dès le premier tour du ministre fédéral des Affaires étrangères Frank-Walter Steinmeier, désigné candidat par le Parti social-démocrate (SPD) avec le soutien des Unions chrétiennes (CDU/CSU). L'élection est perçue comme un échec pour la chancelière Angela Merkel, qui ne parvient pas à imposer son candidat, celle-ci ayant, dans un premier temps refusé de soutenir la candidature de Steinmeier pour appuyer plutôt celle d'un membre de son propre parti, avant de s'y résigner,. Éligible pour un second quinquennat, Steinmeier se déclare candidat à sa réélection le 28 mai 2021.
Le scrutin présidentiel de 2022 suit de quelques mois les élections fédérales de 2021 qui voient le retrait de la chancelière sortante Angela Merkel. Le Parti social-démocrate du vice-chancelier Olaf Scholz arrive en tête du scrutin, devançant les Unions chrétiennes menées par Armin Laschet. À l'exception d'une grande coalition, aucune majorité n'est possible sans l'apport d'au moins trois partis, ce qui rend le rôle des Verts et du Parti libéral-démocrate déterminant. Après avoir conclu le 15 octobre un accord-cadre, les dirigeants du Parti social-démocrate, des Verts et du Parti libéral-démocrate entreprennent des négociations de coalition qui se concluent positivement six semaines plus tard. Le 8 décembre, Olaf Scholz est élu chancelier fédéral et forme le cabinet Scholz, un gouvernement de coalition en feu tricolore rassemblant ces trois partis, une première au niveau fédéral.

## Système électoral

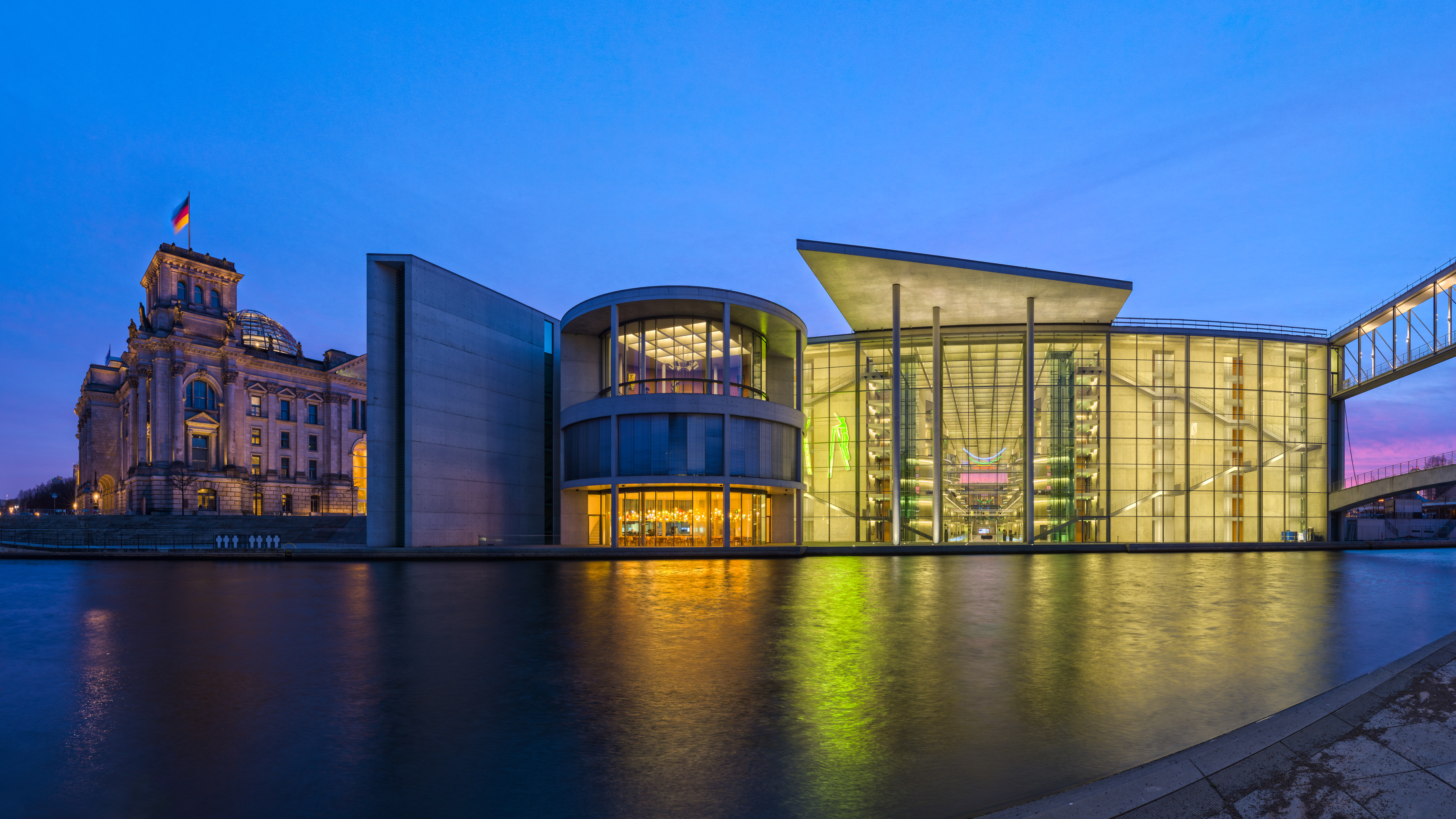
La Paul-Löbe-Haus à Berlin, où siège l'Assemblée fédérale en 2022.

Le président fédéral (Bundespräsident) est élu au suffrage indirect majoritaire à trois tours par l'Assemblée fédérale pour un mandat de cinq ans renouvelable une seule fois de manière consécutive. Les conditions générales d'organisation sont régies par la Loi fondamentale et les modalités par une loi fédérale, la BPräsWahlG,.
L'Assemblée fédérale (Bundesversammlung) est un collège électoral composé des membres du Bundestag et d'un nombre égal de représentants des Landtage, les parlements unicaméraux des seize Länder allemands. Le nombre de membres de l'assemblée fédérale dépasse le millier tout en étant rarement le même car la taille du Bundestag varie d'une législature à une autre en raison de son système électoral. Il y a cependant toujours le même nombre de représentants des Landtage que de membres du Bundestag. Leur nombre est réparti entre les Länder en proportion de leur population. Élus par les parlements des Länder, ils n'ont pas pour obligation d'en être eux-mêmes membres, leurs conditions d'éligibilité étant simplement les mêmes que ceux des candidats aux élections du Bundestag,. Depuis la fin des années 1990, les Landtage élisent traditionnellement des représentants des arts, des sports et des médias en plus de ceux de la vie politique.
L'Assemblée fédérale se réunit dans les 30 jours précédant la fin du mandat du président sortant, ou dans les 30 jours suivant celle-ci en cas de décès ou de démission. Elle est convoquée par le président du Bundestag, qui la préside sauf s'il est lui-même candidat à l'élection, auquel cas l'un de ses vice-présidents le remplace,.
Sont éligibles les citoyens âgés de plus de quarante ans au jour de l'élection, possédant la pleine nationalité allemande ainsi que le droit de vote. Leur candidature ne nécessite que le soutien de l'un des membres de l'assemblée fédérale. Ces derniers peuvent proposer des candidatures différentes à chaque tour de scrutin. Ils peuvent être eux-mêmes candidats, mais doivent préalablement y consentir par écrit,.
Le vote a lieu à bulletin secret. Est élu le candidat qui recueille au premier tour les voix de la majorité absolue du total des membres de l'assemblée fédérale. À défaut, un deuxième tour est organisé dans les mêmes conditions. Si aucun candidat n'est élu à l'issue du deuxième tour, un troisième est organisé avec un abaissement du seuil à atteindre à la simple majorité relative des voix : le candidat recueillant le plus de suffrages l'emporte,.
Le candidat élu dispose de deux jours pour accepter formellement la présidence, après quoi l'assemblée fédérale est dissoute. Le mandat du président élu débute immédiatement à la fin du mandat de son prédécesseur. Il prête serment — le plus souvent avant sa prise de fonction, sans que celle-ci n'y soit conditionnée — lors d'une session conjointe du Bundestag et du Bundesrat. Son serment, prononcé sur un exemplaire de la Loi fondamentale que lui présente le président du Bundestag, contient une référence à Dieu qui peut être omise. Un président dont le mandat est renouvelé ne prête généralement pas serment une seconde fois,.
En 2022, l'Assemblée fédérale siège exceptionnellement à la Paul-Löbe-Haus, une annexe du Bundestag située à proximité du palais du Reichstag à Berlin pour que les mesures de distanciation sociale soient respectées dans le contexte de la pandémie de Covid-19.

## Composition de l'Assemblée fédérale
Le Bundestag élu lors des élections fédérales allemandes de 2021 compte 736 députés. Un nombre égal de délégués des Länder sont par conséquent appelés à siéger à la 17e Assemblée fédérale, ce qui porte le total à 1 472 membres et la majorité absolue à 737 voix.
|       |                                              |                      |                          |       |                      |
| Parti | Parti                                        | Grands électeurs     | Grands électeurs         | Total | % du corps électoral |
| Parti | Parti                                        | Membres du Bundestag | Représentants des Länder | Total | % du corps électoral |
|       | Parti social-démocrate                       | 206                  | 185                      | 391   | 26,56                |
|       | Union chrétienne-démocrate                   | 152                  | 199                      | 351   | 23,84                |
|       | Alliance 90/Les Verts                        | 118                  | 115                      | 233   | 15,83                |
|       | Parti libéral-démocrate                      | 92                   | 62                       | 154   | 10,46                |
|       | Alternative pour l'Allemagne                 | 80                   | 72                       | 152   | 10,33                |
|       | Union chrétienne-sociale                     | 45                   | 49                       | 94    | 6,39                 |
|       | Die Linke                                    | 39                   | 32                       | 71    | 4,82                 |
|       | Électeurs libres                             | 0                    | 18                       | 18    | 1,22                 |
|       | Fédération des électeurs du Schleswig du Sud | 1                    | 1                        | 2     | 0,14                 |
|       | Réformateurs libéraux-conservateurs          | 0                    | 1                        | 1     | 0,07                 |
|       | Non-inscrit                                  | 3                    | 2                        | 5     | 0,34                 |
| Total | Total                                        | 736                  | 736                      | 1 472 | 100                  |

## Candidats
Outre le président sortant, membre du Parti social-démocrate d'Allemagne (SPD) et soutenu par le Parti social-démocrate d'Allemagne (SPD), l'Union chrétienne-démocrate d'Allemagne (CDU), l'Union chrétienne-sociale en Bavière (CSU), le Parti libéral-démocrate (FDP), Alliance 90/Les Verts et la Fédération des électeurs du Schleswig du Sud (SWW), trois autres candidats sont en lice.
Membre de la CDU, Max Otte se présente sans que sa candidature ne soit soutenue par son parti, qui entame une procédure d'exclusion en raison de cette candidature dissidente. Max Otte reçoit par ailleurs le soutien de l'Alternative pour l'Allemagne (AfD).
L'indépendant Gerhard Trabert se présente avec le soutien de Die Linke.
Membre du parti des Électeurs libres (FW), Stefanie Gebauer reçoit également le soutien de celui des Mouvements citoyens unis de Brandebourg (BVB/FW).

## Résultats
| Candidat                 | Candidat                 | Parti                    | Premier tour | Premier tour |
| Candidat                 | Candidat                 | Parti                    | Voix         | %            |
| ------------------------ | ------------------------ | ------------------------ | ------------ | ------------ |
|                          | Frank-Walter Steinmeier  | SPD                      | 1 045        | 78,04        |
|                          | Max Otte                 | CDU                      | 140          | 10,45        |
|                          | Gerhard Trabert          | Indépendant              | 96           | 7,17         |
|                          | Stefanie Gebauer         | FW                       | 58           | 4,33         |
|                          |                          |                          |              |              |
| Majorité requise         | Majorité requise         | Majorité requise         | 737 voix     | 737 voix     |
|                          |                          |                          |              |              |
| Suffrages exprimés       | Suffrages exprimés       | Suffrages exprimés       | 1 339        | 99,11        |
| Votes blancs et nuls     | Votes blancs et nuls     | Votes blancs et nuls     | 12           | 0,89         |
| Total                    | Total                    | Total                    | 1 351        | 100          |
| Abstentions              | Abstentions              | Abstentions              | 86           | 5,84         |
| Absents                  | Absents                  | Absents                  | 35           | 2,38         |
| Inscrits / Participation | Inscrits / Participation | Inscrits / Participation | 1 472        | 91,78        |

## Suites
Comme attendu, Frank-Walter Steinmeier est réélu dès le premier tour avec une large avance sur ses adversaires, devenant le premier président social-démocrate à être réélu. Ancien ministre des Affaires étrangères avant son premier mandat, il met à profit son discours postélectoral pour s'exprimer sur la crise alors en cours entre l'Ukraine et la Russie, accusant directement cette dernière d'en porter la responsabilité et appelant l'ensemble des responsables politiques allemands à faire preuve de fermeté à son égard pour préserver la paix. Le discours présidentiel est remarqué pour sa prise de position ferme et sans ambiguïté, à l'opposé de celle du chancelier Olaf Scholz, dont le flou sur le sujet fait alors l'objet de critiques,.
Le second mandat de Steinmeier débute le 19 mars 2022.